# Jean Polet
Jean Polet (* 20. August 1944) ist ein französischer Archäologe (5. bis 18. Jahrhundert) und Ethnologe, der sich vor allem mit Mauretanien, Mali und der Elfenbeinküste befasst, aber auch mit der Kunstgeschichte dieser Gebiete ab dem 16. Jahrhundert und dem Schutz vor Kunstraub.

## Leben
Polet wurde 1988 mit einer Arbeit zur Ethnologie einer westafrikanischen Lagune, der Lagune Aby im Südosten der Elfenbeinküste, promoviert. Das Gebiet – er lebte insgesamt zwölf Jahre in dem Land – ist Teil des heutigen Parc national des îles Ehotilé. Danach arbeitete er drei Jahre als Konservator am Musée national des Arts d’Afrique et d’Océanie und unterrichtete am Louvre (beide in Paris). Zehn Grabungskampagnen führten ihn als Vorarbeiten zu einer thèse de troisième cycle zu weiterer Spezialisierung nach Mauretanien, insbesondere nach Tegdaoust und Koumbi Saleh. Dort bearbeitete er Fragestellungen der Urbanisierung und des Transsaharahandels im Mittelalter.

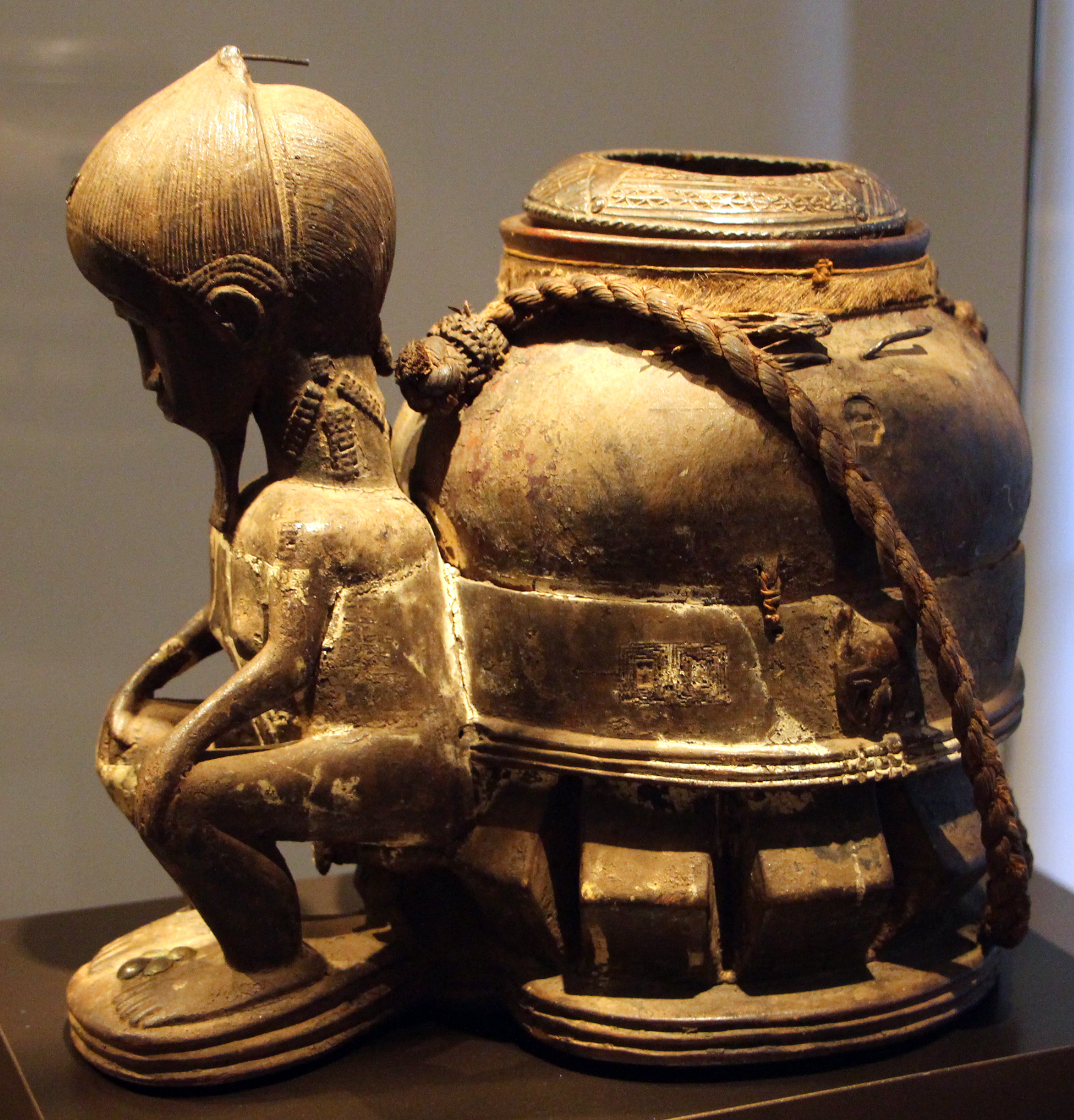
Gbéklé-sè-Gefäß aus Bronze, Elfenbeinküste, ca. 1850–1900

Außerdem befasste er sich mit dem Binnendelta des Niger und dem Südwesten Malis. Es folgten kunsthistorische Arbeiten zum besagten Binnendelta und zur Bestimmung und zum Schutz des afrikanischen Kulturerbes, wobei sein Augenmerk zunehmend dem Kunsthandel und dem -diebstahl galt. 
Bei seinen historisch-archäologischen Arbeiten, deren Methodik er auf Jean Devisse mit Blick auf die Schriftquellen zurückführt, berücksichtigte er früh die mündliche Überlieferung.
Polet war von 1995 bis 2010 Direktor der Unité propre de recherche 311, dann der Gruppe Recherches sur l’Afrique der Unité mixte de recherche 7041. Auch war er für die Sektion Arts d’Afrique (Kunst Afrikas) in der Arbeitsgruppe Histoire Culturelle et Sociale de l’Art (Kultur- und Sozialgeschichte der Kunst) am Institut national d’histoire de l’art bis 2010 verantwortlich. Bis zu seiner Emeritierung im Jahr 2010 arbeitete er als Professor für Archéologie et d’Histoire des arts de l’Afrique subsaharienne (Archäologie und Kunstgeschichte des subsaharischen Afrika) an der Université Paris 1 Panthéon-Sorbonne.
Jean Polet war Gründer und bis 2010 Direktor der Fachzeitschrift Afrique : Archéologie & Arts.

## Veröffentlichungen (Auswahl)
- Fouille d’un quartier de Tegdaoust (Mauritanie orientale) : urbanisation, architecture, occupation de l’espace construit, Editions Recherches sur les Civilisations, Paris 1985.
- mit Jean Devisse, Samuel Sidibé: Vallées du Niger : itinérance africaine, 1994-1996, Sépia. Paris 1994.
- mit Edmond Bernus, Gérard Quéchon (Hrsg.): Empreintes du Passé, Éditions de l'Aube, 1997. (online, PDF)
- mit Laurence Garenne-Marot: Présupposés et subjectivité dans l’approche des sites médiévaux ouest africains. Tumulus et sites d’habitat ? Le cas de Sintiou Bara (Moyenne Vallée du Sénégal), Society of Africanist Archaeologists, 13th Biennal Conference, Archäologisches Museum Poznań, Polen, 3.–6. September 1996, Dossiers et Recherches sur l’Afrique, n° 4 (1997) 31–51.
- Enjeux des recherches archéologiques franco-maliennes de Thial (région de Ténenkou), Actualités de la recherche au Mali, février, n° 18, Bamako 2004, S. 7–10.
- mit Claude Richir, Bernard Saison: Le « Tombeau à colonnes » de Koumbi Saleh (Hodh oriental, Mauritanie), in: Afrique : Archéologie & Arts 3 (2004–2005) 49–62.
- mit Rogier Michiel Alphons Bedaux, Klena Sanogo, Annette Schmidt (Hrsg.): Recherches archéologiques à Dia dans le Delta Intérieur du Niger (Mali) : bilan des saisons de fouilles 1998-2003, Mededelingen van het Rijksmuseum voor Volkenkunde Leiden n° 33, Research School of Asian, African and Amerindian Studies, Leiden 2005.
- Archéologie programmée, archéologie préventive au Sahara : deux outils, deux méthodes pour une ou deux archéologies ?, Vortrag beim Colloque de Nouakchott, Januar 2007, in: L’archéologie préventive en Afrique : enjeux et perspectives, Sepia, Paris 2008, S. 39–46.